# Антонссон, Бертиль
Ханс Бертиль Аугустин Антонссон (швед. Hans Bertil Augustin Antonsson; 19 июля 1921, Тролльхеттан, Эльвсборг — 27 ноября 2006, Тролльхеттан) — шведский борец вольного и греко-римского стилей, двукратный серебряный призёр Олимпийских игр, трёхкратный чемпион мира, двукратный чемпион Европы, 24-кратный чемпион Швеции (1945—1959, девять раз в греко-римской и пятнадцать в вольной борьбе). Дядя бронзового призёра Олимпийских игр 1960 года Ханса Антонссона.

## Биография
Родился в 1921 году, начал заниматься борьбой в 1935 году и через три года, в 17-летнем возрасте, уже начал принимать участие в национальных соревнованиях.
В 1945 году впервые завоевал звание чемпиона Швеции по борьбе. В 1946 году стал чемпионом Европы по вольной борьбе. В 1947 году на чемпионате Европы по греко-римской борьбе был лишь седьмым. Представлял Швецию на Олимпийских играх 1948 года, боролся в тяжёлом (свыше 87 килограммов) весе и завоевал серебряную медаль Олимпийских игр, уступив 38-летнему ветерану Дьюле Бобишу (см. таблицу турнира).
В 1949 году защитил своё звание сильнейшего в Европе. В 1950 году выступил на первом послевоенном чемпионате мира, который проводился по греко-римской борьбе, и стал чемпионом мира. В 1951 году стал чемпионом мира и по вольной борьбе.
В 1952 году вновь принял участие в Олимпийских играх, и вновь остался серебряным призёром, на этот раз уступив снова ветерану, 40-летнему советскому борцу Арсену Мекокишвили (см. таблицу турнира).
В 1953 году стал двукратным чемпионом мира по греко-римской борьбе, победив самого Йоханнеса Коткаса, который до этого не проиграл ни одной встречи в течение 16 лет. В 1954 году стал серебряным призёром чемпионата мира по вольной борьбе, снова уступив Арсену Мекокишвили. В 1955 году стал серебряным призёром чемпионата мира по греко-римской борьбе, уступив другому советскому ветерану, 42-летнему Александру Мазуру.
В 1956 году на Олимпийских играх выступал в соревнованиях по греко-римской борьбе и добрался до пятого места (см. таблицу турнира).
В 1960 году, в 39-летнем возрасте совершил ещё одну попытку завоевать звание олимпийского чемпиона, вновь вернувшись в вольную борьбу, но остался только седьмым (см. таблицу турнира).
После игр оставил большой спорт, но на соревнованиях местного уровня выступал до 1967 года. Затем много лет возглавлял родной спортивный клуб Trollhättans Atletklubb и был арбитром.
Умер в 2006 году.